# Konstantin Pieriewałow
Konstantin Michajłowicz Pieriewałow, ros. Константин Михайлович Перевалов (ur. 31 grudnia 1876 r. w Kijowie, zm. 27 grudnia 1944 r.) – rosyjski, ukraiński, a następnie ponownie rosyjski wojskowy (pułkownik), emigracyjny działacz kombatancki, podoficer Rosyjskiego Korpusu Ochronnego podczas II wojny światowej.
W 1894 ukończył 3 Korpus Kadetów w Moskwie, w 1896 Konstantynowską Szkołę Wojskową, zaś w 1903 Nikołajewską Akademię Sztabu Generalnego. 
Brał udział w I wojnie światowej. Dowodził 1 Baterią 11 Brygady Artylerii. Doszedł do stopnia podpułkownika. Od 1918 r. służył w armii ukraińskiej. Awansował do stopnia starsziny wojskowego. W połowie października tego roku objął funkcję zastępcy dowódcy 1 Lekkiego Pułku Artylerii. Został pułkownikiem. 
Na początku stycznia 1919 r. przeszedł do wojsk Białych gen. Antona I. Denikina. Został sztabsoficerem do specjalnych poruczeń do spraw artyleryjskich w sztabie Armii Krymsko-Azowskiej. Od czerwca tego roku był sztabsoficerem do specjalnych poruczeń w sztabie III Korpusu Armijnego, a następnie Wojsk Obwodu Noworosyjskiego. W grudniu w rejonie Żmerynki prowadził negocjacje z delegacją wojskową „petlurowców”. 
W połowie listopada 1920 r. wraz z wojskami Białych został ewakuowany z Krymu do Gallipoli. Na emigracji zamieszkał w Królestwie SHS. Działał w Stowarzyszeniu Oficerów-Artylerzystów w Belgradzie. Od 1937 r. należał do Stowarzyszenia Oficerów Sztabu Generalnego. Po zajęciu Jugosławii przez wojska niemieckie w kwietniu 1941 r., wstąpił do nowo formowanego Rosyjskiego Korpusu Ochronnego. Został feldfeblem w 1 Sotni Junkierskiej 1 Batalionu 1 Pułku. Zginął w walkach 27 grudnia 1944 r. Pochowano go na cmentarzu w Sarajewie.